# Virsliga 2003
La Virsliga 2003 fue la 13.ª edición del torneo de fútbol más importante de Letonia desde su independencia de la Unión Soviética y que contó con la participación de 8 equipos.
El Skonto FC fue el campeón por 13.ª vez consecutiva.

## Clasificación
| Pos. | Equipo             | Pts. | PJ | G  | E | P  | GF  | GC  | Dif. | Clasificación o descenso                      |
| ---- | ------------------ | ---- | -- | -- | - | -- | --- | --- | ---- | --------------------------------------------- |
| 1    | Skonto (C)         | 73   | 28 | 23 | 4 | 1  | 91  | 9   | +82  | Primera Ronda Clasificatoria Champions League |
| 2    | Liepājas Metalurgs | 68   | 28 | 22 | 2 | 4  | 100 | 29  | +71  | Primera Ronda Clasificatoria UEFA Cup         |
| 3    | Ventspils          | 61   | 28 | 19 | 4 | 5  | 89  | 18  | +71  | Primera Ronda Clasificatoria UEFA Cup         |
| 4    | Dinaburg           | 44   | 28 | 13 | 5 | 10 | 43  | 36  | +7   | Primera Ronda Intertoto Cup                   |
| 5    | Rīga               | 29   | 28 | 8  | 5 | 15 | 34  | 63  | −29  |                                               |
| 6    | Gauja (D)          | 23   | 28 | 6  | 5 | 17 | 27  | 70  | −43  | Descenso a la Primera Liga de Letonia         |
| 7    | Auda/Alberts Rīga  | 13   | 28 | 4  | 1 | 23 | 21  | 88  | −67  |                                               |
| 8    | RKB-Arma (D)       | 10   | 28 | 2  | 4 | 22 | 23  | 115 | −92  | Descenso a la Primera Liga de Letonia         |

 Fuente: 
Notas:
1. ↑  Gauja fue descendido por dificultades financieras.

## Resultados
| Local \ Visitante  | AUD | DIN | GAU | MET | RĪG | RKB | SKO | VEN |
| ------------------ | --- | --- | --- | --- | --- | --- | --- | --- |
| Auda/Alberts Rīga  |     | 0–1 | 0–2 | 1–4 | 1–1 | 1–0 | 0–7 | 0–7 |
| Dinaburg           | 1–0 |     | 1–0 | 4–2 | 1–0 | 6–0 | 0–2 | 0–2 |
| Gauja              | 3–2 | 2–3 |     | 1–6 | 1–5 | 2–0 | 0–2 | 1–1 |
| Liepājas Metalurgs | 6–0 | 2–0 | 4–2 |     | 6–2 | 8–0 | 2–0 | 2–1 |
| Rīga               | 2–1 | 1–1 | 0–0 | 1–3 |     | 3–1 | 0–2 | 0–2 |
| RKB-Arma           | 6–1 | 0–1 | 1–1 | 1–7 | 1–3 |     | 0–6 | 0–7 |
| Skonto             | 4–0 | 2–0 | 3–0 | 0–0 | 0–0 | 5–0 |     | 2–1 |
| Ventspils          | 5–0 | 0–0 | 4–0 | 2–1 | 4–0 | 4–0 | 0–0 |     |

| Local \ Visitante  | AUD | DIN | GAU | MET | RĪG | RKB | SKO | VEN |
| ------------------ | --- | --- | --- | --- | --- | --- | --- | --- |
| Auda/Alberts Rīga  |     | 0–3 | 3–1 | 0–2 | 0–1 | 1–0 | 1–4 | 0–4 |
| Dinaburg           | 3–1 |     | 4–0 | 0–2 | 4–0 | 2–2 | 0–4 | 2–2 |
| Gauja              | 1–0 | 0–0 |     | 1–3 | 2–1 | 3–0 | 0–2 | 0–1 |
| Liepājas Metalurgs | 3–0 | 3–0 | 9–2 |     | 5–0 | 8–0 | 0–0 | 3–2 |
| Rīga               | 3–2 | 0–2 | 3–1 | 0–1 |     | 4–0 | 2–7 | 0–6 |
| RKB-Arma           | 2–5 | 4–2 | 1–1 | 2–6 | 2–2 |     | 0–2 | 0–7 |
| Skonto             | 8–0 | 2–1 | 6–0 | 5–1 | 4–0 | 8–0 |     | 2–1 |
| Ventspils          | 4–1 | 3–1 | 5–0 | 2–1 | 3–0 | 9–0 | 0–2 |     |

## Goleadores
| # | Nombre             | Club                  | Goles |
| - | ------------------ | --------------------- | ----- |
| 1 | Viktors Dobrecovs  | FK Liepājas Metalurgs | 36    |
| 2 | Ģirts Karlsons     | FK Liepājas Metalurgs | 26    |
| 3 | Māris Verpakovskis | Skonto FC             | 22    |
| 4 | Vīts Rimkus        | FK Ventspils          | 20    |
| 5 | Gatis Kalniņš      | Skonto FC             | 12    |

## Premios
| Mejor | Nombre             | Club      |
| ----- | ------------------ | --------- |
| ARQ   | Andrejs Piedels    | Skonto FC |
| DEF   | Mihails Zemļinskis | Skonto FC |
| VOL   | Valentīns Lobaņovs | Skonto FC |
| DEL   | Māris Verpakovskis | Skonto FC |